# 古大存故居
古大存故居，位于中国广东省梅州市五华县梅林镇优河，为五华县文物保护单位，类型为古建筑，公布时间为1984年1月。
古大存故居的历史年代为清代。